# آرنو فوری
آرنو فوری (انگلیسی: Arnu Fourie؛ زادهٔ ۲۴ آوریل ۱۹۸۵) ورزشکار دو و میدانی اهل آفریقای جنوبی است.
وی در مسابقات کشوری و بین‌المللی در مجموع برندهٔ ۳ مدال طلا، ۱ مدال نقره، ۱ مدال برنز شده‌است.